# Gonzalo Martínez de Bizcargui
Gonzalo Martínez de Bizcargui (Azkoitia ~1460 - Azkoitia, 1528 /1529) fou un sacerdot, musicòleg, tractadista i compositor basc sobre el que penes es coneixen dades concretes sobre la seva vida i no és clar si va rebre la seva formació a Salamanca, Pamplona o Toledo. Fou mestre de capellà de l'Església de la Visitació de Burgos fins almenys el 1519. Els dos llibres de teoria musical que escriví Gonzalo, mostren un destacat interès per la música pràctica: l’Arte del Canto llano y Contrapunto y Canto de Órgano (Saragossa, 1508) i les Intonationes según uso de los Modernos; que hoy cantan y intonan en la Iglesia romana (Burgos, 1515). En aquestes defensa la supremacia de l'oïda sobre el judici especulatiu i la seva capacitat de percebre sons inferiors al semitò, així com l'ús del pentagrama i les regles mnemotècniques amb un fi didàctic, mostrant una postura moderna i progressista que provocà la polèmica en altres teòrics del moment com Juan de Espinosa i Francisco Tovar. De la seva obra com a compositor sols es coneix l'obra Salve Regina a 4 veus que es conserva en la catedral de Burgos.